# يار

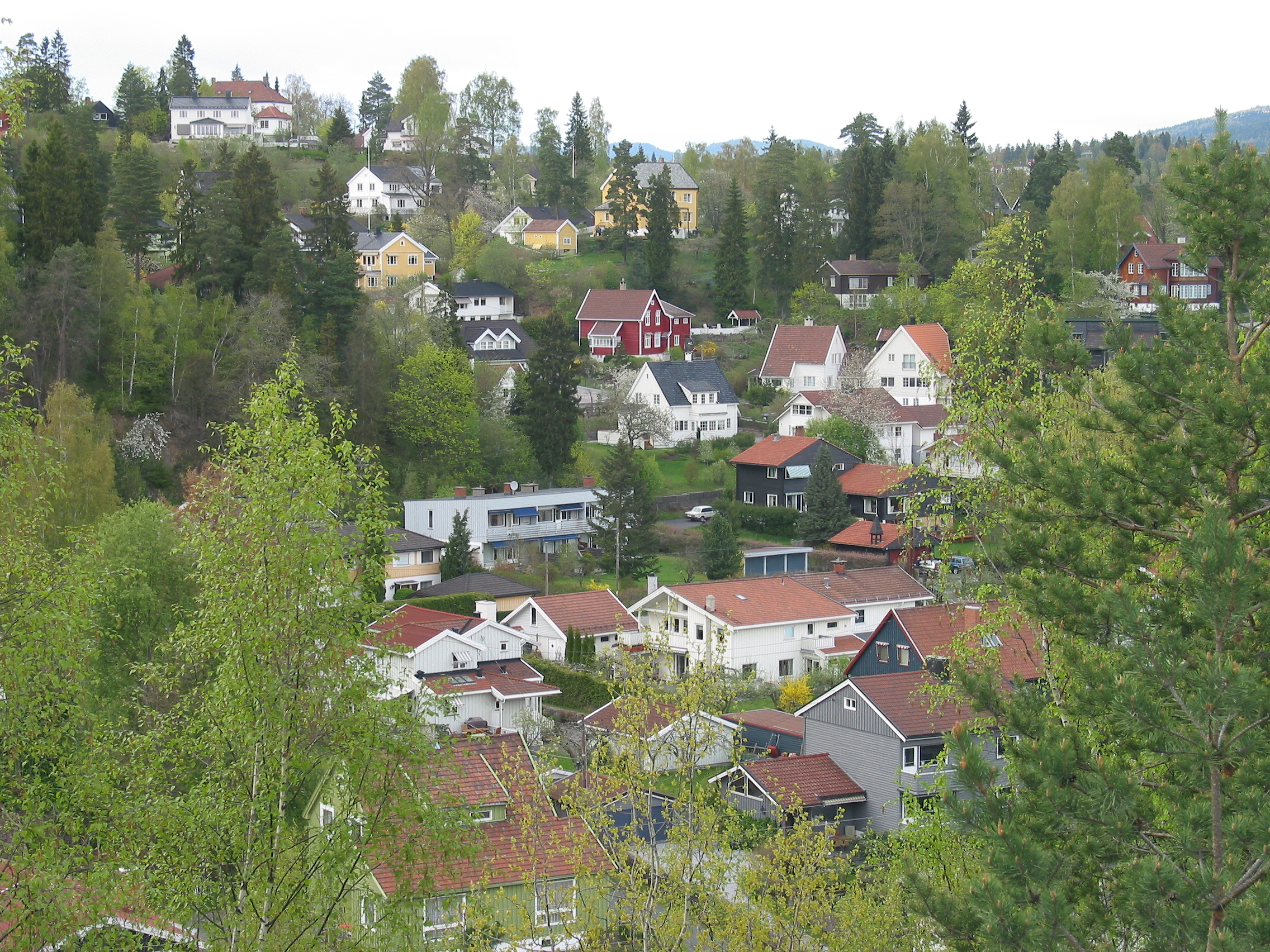
منظر لمنطقة يار.

يار (يالنرويجية : Jar). هي منطقة في بلدية باروم بدولة النرويج. تعداد ساكنتها حسب إحصاء 2007 هة 4,868. و به تتواجد محطة القطار.